# Піт Дуранко
Пітер Ніколас Дуранко  (15 грудня 1943 — 8 липня 2011) — професійний гравець у американський футбол. Захисник, він грав футбол в Університеті Нотр-Дам і професійно у Денвер Бронкос. Його також задрафтували «Клівленд Браунс». Дуранко був американським чемпіоном і членом національної чемпіонської команди Нотр-Дама 1966 року.
У середній школі Бішопа Маккорта він грав у футбол, бігав на доріжці та штовхав ядро. Його ввели до Зали слави штату Пенсільванія. 
Дуранко отримав ступінь магістра в Університеті Св. Франциска в Лоретто, штат Пенсільванія. Після ігрових днів він став керівником сталеливарної компанії. Дуранко помер у 2011 році від бічного аміотрофічного склерозу (БАС), яким він хворів з 2000 року. Патоморфологічне дослідження показало, що у Дуранко розвинулася хронічна травматична енцефалопатія.  Він був одним із принаймні 345 гравців НФЛ, у яких після смерті була діагностована ця хвороба, яка спричинена повторними ударами по голові.  